# 龍剛 (導演)
龍剛（英語：Patrick Lung Kong，1934年2月8日—2014年9月2日），原名龍乾耀，香港著名導演、編劇、監製、製片人及演員。早年中學畢業後到股票行工作，機緣巧合下認識導演周詩祿，獲介紹於1950年代末加入邵氏訓練班學藝，並追隨他學習拍攝電影，繼而成為導演，1970年代憑探討妓女問題的電影《應召女郎》，榮獲第19屆亞洲影展最佳導演，其他名作包括《英雄本色》、《飛女正傳》等。2014年8月15日獲得紐約亞洲電影節頒發「亞洲之星終身成就獎」。

## 電影作品

### 導演
- 播音王子（1966）
- 英雄本色（1967）
- 窗（1968）
- 飛女正傳（1969）
- 昨天今天明天（1970）
- 昨夜夢魂中（1971）
- 珮詩（1972）
- 應召女郎（1973）
- 廣島廿八（1974）
- 哈哈笑（1976）
- 她（1976）
- 波斯夕陽情（1977）
- 鬼影神功（1979）

## 外部連結
- 龍剛在互联网电影资料库（IMDb）上的資料（英文）（英文）
- 在AllMovie上龍剛的頁面（英文）
- 龍剛在香港影庫上的簡介
- 龍剛在豆瓣上的资料（简体中文）
- 龍剛在时光网上的簡介（简体中文）